# Janus (mitologia)
Janus (llatí: Iānus -ī) va ser el déu romà de dues cares, considerat primer el déu de les llars romanes o més tard el guardià de les entrades de les cases. Apareix representat amb dues cares: una que mira endavant i l'altra enrere. Al seu honor es va dedicar el primer mes de l'any: gener. Porta una clau perquè és el guardià de les portes i a vegades els nombres de 365 a les mans, per recordar l'any que ell “obre”.

## Origen
El seu origen és incert, potser ve de la cultura etrusca. Segons algunes tradicions, Janus era originari de Roma, on havia regnat conjuntament amb Càmeses, un rei mític de qui només se'n coneix el nom. Altres diuen que Janus era un estranger originari de Tessàlia i exiliat a Roma, on va ser acollit per Càmeses, que va compartir amb ell el reialme. Janus, agraït, va aixecar una ciutat damunt d'un turó, que més endavant es va dir Janícul en honor del déu. Janus va arribar a Itàlia amb la seva dona, Camise o Camasena, i va tenir fills, el més conegut va ser Tiberí, l'epònim del riu Tíber. Després de la mort de Càmeses va regnar tot sol al Laci, on va acollir Saturn que havia estat expulsat de Grècia pel seu fill Júpiter. Quan Janus regnava al Janícul, Saturn regnava a Satúrnia, una ciutat que estava situada al cim del Capitoli. El regnat de Janus tenia les característiques de l'edat d'or: les persones eren honestes, hi havia abundància de tot, la pau era absoluta, etc. Janus hauria inventat l'ús de les naus quan va anar de Tessàlia a Itàlia, i l'ús de la moneda. Les monedes de bronze romanes més antigues portaven l'efígie de Janus, i a l'altra banda la proa d'un vaixell. Janus va civilitzar els primitius habitants del Laci, que abans que ell arribés no coneixien ni les lleis ni els cultius ni les ciutats. Això també s'atribueix a Saturn. Janus, després de la seva mort, va ser divinitzat.
La llegenda explica que les seves dues cares simbolitzen el do de veure alhora el passat i el futur per poder decidir sàviament sobre el present. Aquest do seria un regal de Saturn, agraït perquè Janus el va aixoplugar. Les dues cares de Janus s'associaven amb el Sol i la lluna, una tenia barba i l'altra no. Simbolitza el trànsit, el canvi. Per això se li retia culte als moments importants de la vida, en rituals com el matrimoni, o a l'inici de les operacions agrícoles. També era un déu que feia de pont entre la vida rural i la urbana, les dues ànimes romanes. Aquesta idea va fer que aparegués en les monedes republicanes. Aquest honor es recolza a més a més en el caràcter cultural del déu, que hauria introduït part de les lleis i costums romanes. També es deia que Janus s'hauria casat amb la nimfa Juturna, que tenia un santuari i la font on vivia a prop del seu temple, al Fòrum. Amb ella va tenir un fill, el déu Fontus, o Fons, déu de les fonts.
Aquesta divinitat masculina és de les més importants del panteó itàlic i també de les més característiques de la religió romana. El seu culte va ser introduït per Ròmul i el seu nom figurava en els càntics rituals dels salii, sacerdots creats per Numa Pompili. Janus va ser sempre un déu popular entre els romans, i el santuari consagrat a ell pel Forum havia servat quasi del tot la seva primitiva importància fins al segle IV de l'era cristiana.

## Etimologia
L'etimologia del nom Janus és incerta, a tal grau, que ni els mateixos antics la conegueren a punt fix: uns la feien dependre de Jana sinònim de Diana; altres, entre ells Ciceró, que havia de cercar-ne el verb ire. El déu Janus era per als romans molt important, com ho prova, entre d'altres, el fet que en l'antic ritual se l'invocava abans que al mateix Júpiter, pare de tots els déus, i el rei en persona li oferia sacrificis en la Regia. Pels primitius llatins era el déu del cel lluminós, considerat, pel mateix, el déu dels orígens i del principi de tot l'existent. Com a tal obria el cel a la llum, i ell era ensems qui el tancava, complint d'aquesta manera la seva missió de celestial porter.

## Atributs
Janus era el déu de les portes, el que les obria (Patulcus) i les tancava (Clusius) i el que protegia l'entrada i la sortida, l'anada i el retorn; però el paper que, des d'aquest punt de vista, desenvolupava en la vida militar de Roma i la solemnitat amb la qual eren obertes les portes del seu santuari en oferir-se l'ocasió per això, feren que als ulls dels romans passes per ser el déu de la guerra. I no tan sols presidia a les portes privades i públiques i a les carreteres per les quals se'n sortia i arribava al terme, sinó també a tota classe de portes, reals o ideals, a totes les vies i a tots els accessos. Fou així mateix adorat com a déu dels ports, Portunus, i per això posseïa un port a la vora del Tíber, prop dels ponts Aemilius.

## Culte
Des del punt de vista, anteriorment indicat, de déu dels principis, era invocat en començar el dia, com a déu del matí, matutinus pater; el primer dia de cada mes també li estava dedicat; finalment, el primer mes de l'any solar portava el nom de Janus (Januarius, Gener). En la vida privada del romà era el déu guardià de la porta i, d'una forma general, de les obertures per les quals la llum entrava en les llars. Se'l representava amb les insígnies pròpies del porter, o sigui una clau en la mà esquerra i una vara en la dreta.

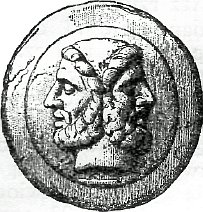
Moneda amb les dues cares de Janus

Pel que respecta als llocs on es tributava el culte a Janus, el santuari més antic i més venerat fou, sens dubte, el Janus geminus situat en l'extrem superior del Forum, la qual fundació s'atribuïa al rei Numa. Un altre santuari de Janus, també molt antic i de gran veneració, era el situat en el Janícul o molt prop d'aquest turó. D'ambdós no se'n coneix més que l'existència, malgrat que del primer s'ha arribat a fixar la situació mercès a detingudes investigacions practicades pels arqueòlegs i a una moneda de Neró, en el qual revés està gravat l'al·ludit temple (Marià Cohen, Monnaies impériales, I, números 153, 161, 178). A principis del segle XX es conegueren els santuaris de Jano construïts prop del teatre Marcelo, a prop del Forum de Nerva o Forum transitorium. D'aquests el Janus quadrifrons del Forum de Nerva era (en els segles II i III de l'Imperi) el més ric i més important de tots.
Les cerimònies del culte de Janus se celebren amb regularitat al principi de cada mes, el dia de les calendes i, sobretot, en les calendes de Gener per a concórrer el doble principi del mes i de l'any. En tal dia els romans es feien regals mútuament (strenae). Janus no tenia ni col·legi de sacerdots propis; els salis l'anomenaven en els seus càntics, i el rex sacrorum celebrava, en alguns casos particulars, les cerimònies del seu culte.
Fora de Roma, el culte de Janus deixà escassa petjada, el qual corrobora la creença que era un déu quasi privatiu de la ciutat de Ròmul i Remus. Tenia un santuari i una estàtua quadrifrons a Falèria. Algunes ciutats, com Volaterrae, Siracusa, Palerm i altres, encunyaren monedes amb el característic doble cap.